# 中津市
中津市（日语：／ Nakatsu shi */?）是位于日本九州大分縣西北端的一個城市。是大分縣北部的主要城市，也是大分縣內第三大城市；為大分縣內的觀光都市之一，主要景點包括：中津城、福澤諭吉故宅、耶馬溪。
過去屬於豐前國，與福岡縣東部的地區往來頻繁，因此也有出現與福岡縣相鄰城鎮合併的提議。

## 歷史
1587年黑田孝高受封豐前國的六郡，開始在山國川河口建築中津城，中津地區也開始以城下町的型態發展。

### 年表
- 1871年7月：實施廢藩置縣，中津藩改設為中津縣。[2]
- 1871年11月：中津縣被併入小倉縣。
- 1876年4月：小倉縣改名為福岡縣。
- 1876年8月：改隸屬大分縣下毛郡。
- 1881年7月：設置中津町。
- 1889年4月1日：實施町村制，現在的轄區在當時分屬下毛郡轄下的中津町及25個村。
- 1925年4月1日：大江村和豐田村被併入中津町。
- 1925年9月1日：城井村改名為耶馬溪村。
- 1926年2月11日：東城井村改名為東耶馬溪村。
- 1928年4月1日：柿山村改名為深耶馬溪村。
- 1929年4月1日：小楠村被併入中津町。
- 1929年4月20日：中津町改制為中津市。
- 1933年4月1日：櫻洲村和尾紀村合併為新昭村。
- 1940年11月3日：新昭村改制並改名為今津町。
- 1943年8月8日：鶴居村、大幡村、如水村被併入中津市。
- 1951年4月1日：
  - 三保村被併入中津市。
  - 東耶馬溪村和上津村合併為本耶馬溪村。
  - 津民村、山移村、下鄉村合併為中耶馬溪村。
  - 三鄉村、溝部村、槻木村合併為山國村
- 1953年4月1日：耶馬溪村被併入中耶馬溪村。
- 1953年9月1日：中耶馬溪村改名為耶馬溪村。
- 1954年3月31日：
  - 真坂村、深秣村、山口村合併為三和村，同日再改名為三光村。
  - 東谷村和西谷村被併入本耶馬溪村。
  - 深耶馬溪村被併入耶馬溪村。
- 1954年10月1日：和田村被併入中津市。
- 1955年2月1日：今津町被併入中津市。
- 1958年4月1日：山國村改制為山國町。
- 1959年1月1日：本耶馬溪村改制為本耶馬溪町。
- 1965年4月1日：耶馬溪村改制為耶馬溪町。
- 2005年3月1日：三光村、本耶馬溪町、耶馬溪町、山國町被併入中津市。

### 變遷表
| 1889年以前 | 1889年4月1日 | 1889年－1926年                 | 1926年－1944年                 | 1926年－1944年                   | 1945年－1954年                   | 1945年－1954年                          | 1955年－1988年                          | 1988 - 現在             | 現在   |
| ---------- | ------------ | ------------------------------ | ------------------------------ | -------------------------------- | -------------------------------- | --------------------------------------- | --------------------------------------- | ----------------------- | ------ |
|            | 中津町       | 中津町                         | 中津町                         | 1929年4月20日 中津市             | 中津市                           | 中津市                                  | 中津市                                  | 中津市                  | 中津市 |
|            | 大江村       | 1925年4月1日 併入中津町        | 中津町                         | 1929年4月20日 中津市             | 中津市                           | 中津市                                  | 中津市                                  | 中津市                  | 中津市 |
|            | 豐田村       | 1925年4月1日 併入中津町        | 中津町                         | 1929年4月20日 中津市             | 中津市                           | 中津市                                  | 中津市                                  | 中津市                  | 中津市 |
|            | 小楠村       | 小楠村                         | 1929年4月1日 併入中津町        | 1929年4月20日 中津市             | 中津市                           | 中津市                                  | 中津市                                  | 中津市                  | 中津市 |
|            | 鶴居村       | 鶴居村                         | 鶴居村                         | 1943年8月8日 併入中津市          | 中津市                           | 中津市                                  | 中津市                                  | 中津市                  | 中津市 |
|            | 大幡村       |                                |                                | 1943年8月8日 併入中津市          | 中津市                           | 中津市                                  | 中津市                                  | 中津市                  | 中津市 |
|            | 如水村       |                                |                                | 1943年8月8日 併入中津市          | 中津市                           | 中津市                                  | 中津市                                  | 中津市                  | 中津市 |
|            | 三保村       | 三保村                         | 三保村                         | 三保村                           | 1951年4月1日 併入中津市          | 中津市                                  | 中津市                                  | 中津市                  | 中津市 |
|            | 和田村       | 和田村                         | 和田村                         | 和田村                           | 和田村                           | 1954年10月1日 併入中津市                | 中津市                                  | 中津市                  | 中津市 |
|            | 櫻洲村       | 櫻洲村                         | 1933年4月1日 新昭村            | 1940年11月3日 改制並改名為今津町 | 1940年11月3日 改制並改名為今津町 | 1940年11月3日 改制並改名為今津町        | 1955年2月1日 併入中津市                 | 中津市                  | 中津市 |
|            | 尾紀村       |                                | 1933年4月1日 新昭村            | 1940年11月3日 改制並改名為今津町 | 1940年11月3日 改制並改名為今津町 | 1940年11月3日 改制並改名為今津町        | 1955年2月1日 併入中津市                 | 中津市                  | 中津市 |
|            | 真坂村       | 真坂村                         | 真坂村                         | 真坂村                           | 真坂村                           | 1954年3月31日 三和村 同日再改名為三光村 | 1954年3月31日 三和村 同日再改名為三光村 | 2005年3月1日 併入中津市 | 中津市 |
|            | 深秣村       |                                |                                |                                  |                                  | 1954年3月31日 三和村 同日再改名為三光村 | 1954年3月31日 三和村 同日再改名為三光村 | 2005年3月1日 併入中津市 | 中津市 |
|            | 山口村       |                                |                                |                                  |                                  | 1954年3月31日 三和村 同日再改名為三光村 | 1954年3月31日 三和村 同日再改名為三光村 | 2005年3月1日 併入中津市 | 中津市 |
|            | 東城井村     | 1926年2月11日 改名為東耶馬溪村 | 1926年2月11日 改名為東耶馬溪村 | 1926年2月11日 改名為東耶馬溪村   | 1951年4月1日 本耶馬溪村          | 1951年4月1日 本耶馬溪村                 | 1959年1月1日 本耶馬溪町                 | 2005年3月1日 併入中津市 | 中津市 |
|            | 上津村       |                                |                                |                                  | 1951年4月1日 本耶馬溪村          | 1951年4月1日 本耶馬溪村                 | 1959年1月1日 本耶馬溪町                 | 2005年3月1日 併入中津市 | 中津市 |
|            | 東谷村       | 東谷村                         | 東谷村                         | 東谷村                           | 東谷村                           | 1954年3月31日 併入本耶馬溪村            | 1959年1月1日 本耶馬溪町                 | 2005年3月1日 併入中津市 | 中津市 |
|            | 西谷村       |                                |                                |                                  |                                  | 1954年3月31日 併入本耶馬溪村            | 1959年1月1日 本耶馬溪町                 | 2005年3月1日 併入中津市 | 中津市 |
|            | 津民村       | 津民村                         | 津民村                         | 津民村                           | 1951年4月1日 中耶馬溪村          | 1953年9月1日 改名為耶馬溪村             | 1965年4月1日 耶馬溪町                   | 2005年3月1日 併入中津市 | 中津市 |
|            | 山移村       |                                |                                |                                  | 1951年4月1日 中耶馬溪村          | 1953年9月1日 改名為耶馬溪村             | 1965年4月1日 耶馬溪町                   | 2005年3月1日 併入中津市 | 中津市 |
|            | 下鄉村       |                                |                                |                                  | 1951年4月1日 中耶馬溪村          | 1953年9月1日 改名為耶馬溪村             | 1965年4月1日 耶馬溪町                   | 2005年3月1日 併入中津市 | 中津市 |
|            | 城井村       | 1925年9月1日 改名為耶馬溪村    | 1925年9月1日 改名為耶馬溪村    | 1925年9月1日 改名為耶馬溪村      | 1953年4月1日 併入中耶馬溪村      | 1953年9月1日 改名為耶馬溪村             | 1965年4月1日 耶馬溪町                   | 2005年3月1日 併入中津市 | 中津市 |
|            | 柿山村       | 柿山村                         | 1928年4月1日 改名為深耶馬溪村  | 1928年4月1日 改名為深耶馬溪村    | 1928年4月1日 改名為深耶馬溪村    | 1954年3月31日 併入耶馬溪村              | 1965年4月1日 耶馬溪町                   | 2005年3月1日 併入中津市 | 中津市 |
|            | 三鄉村       | 三鄉村                         | 三鄉村                         | 三鄉村                           | 1951年4月1日 山國村              | 1951年4月1日 山國村                     | 1958年4月1日 山國町                     | 2005年3月1日 併入中津市 | 中津市 |
|            | 溝部村       |                                |                                |                                  | 1951年4月1日 山國村              | 1951年4月1日 山國村                     | 1958年4月1日 山國町                     | 2005年3月1日 併入中津市 | 中津市 |
|            | 槻木村       |                                |                                |                                  | 1951年4月1日 山國村              | 1951年4月1日 山國村                     | 1958年4月1日 山國町                     | 2005年3月1日 併入中津市 | 中津市 |

## 交通

### 鐵路
- 九州旅客鐵道
- 日豐本線：中津車站、東中津車站、今津車站

### 道路
高速道路
- 東九州自動車道：中津三光交流道

## 觀光資源

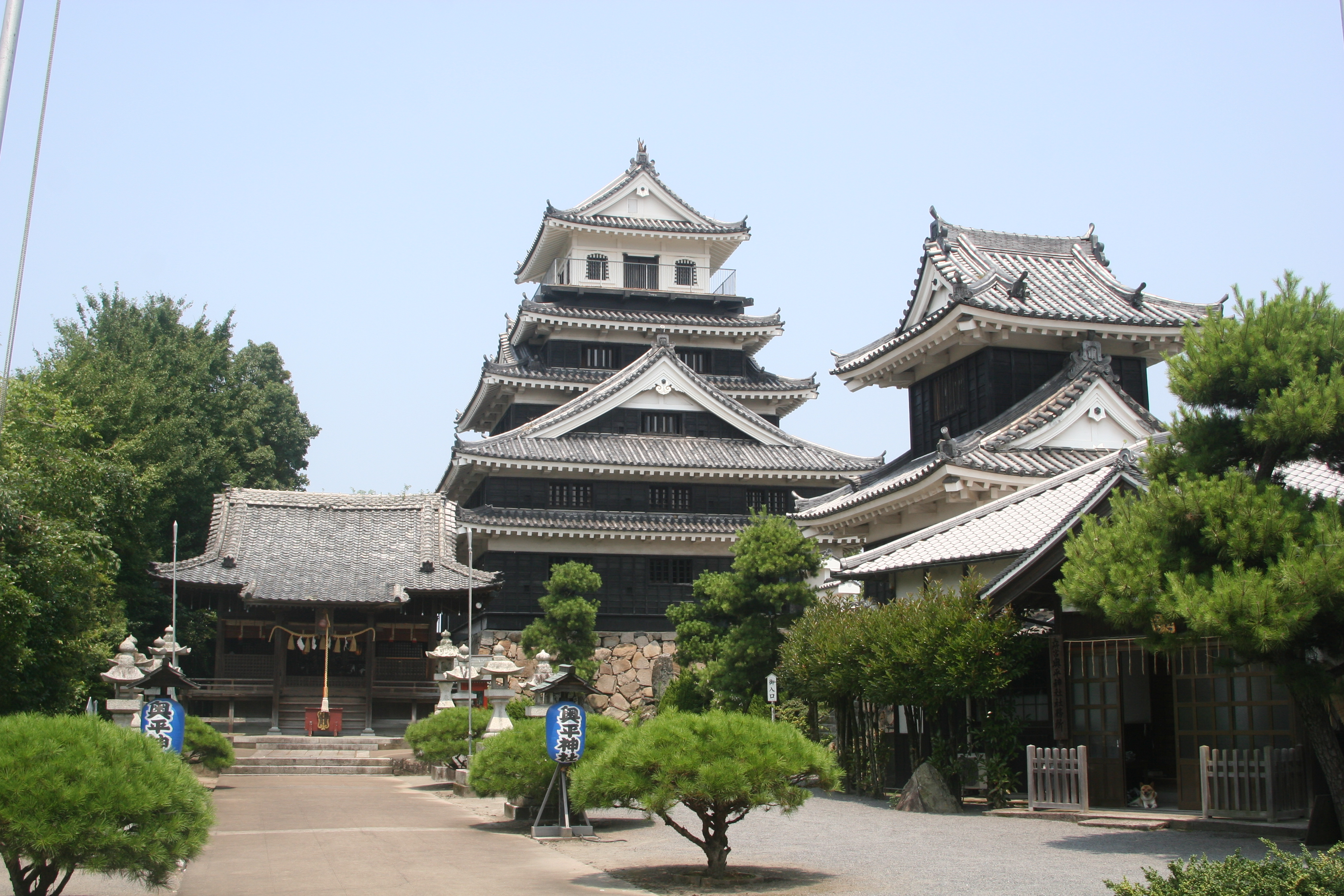
中津城

福澤諭吉舊居

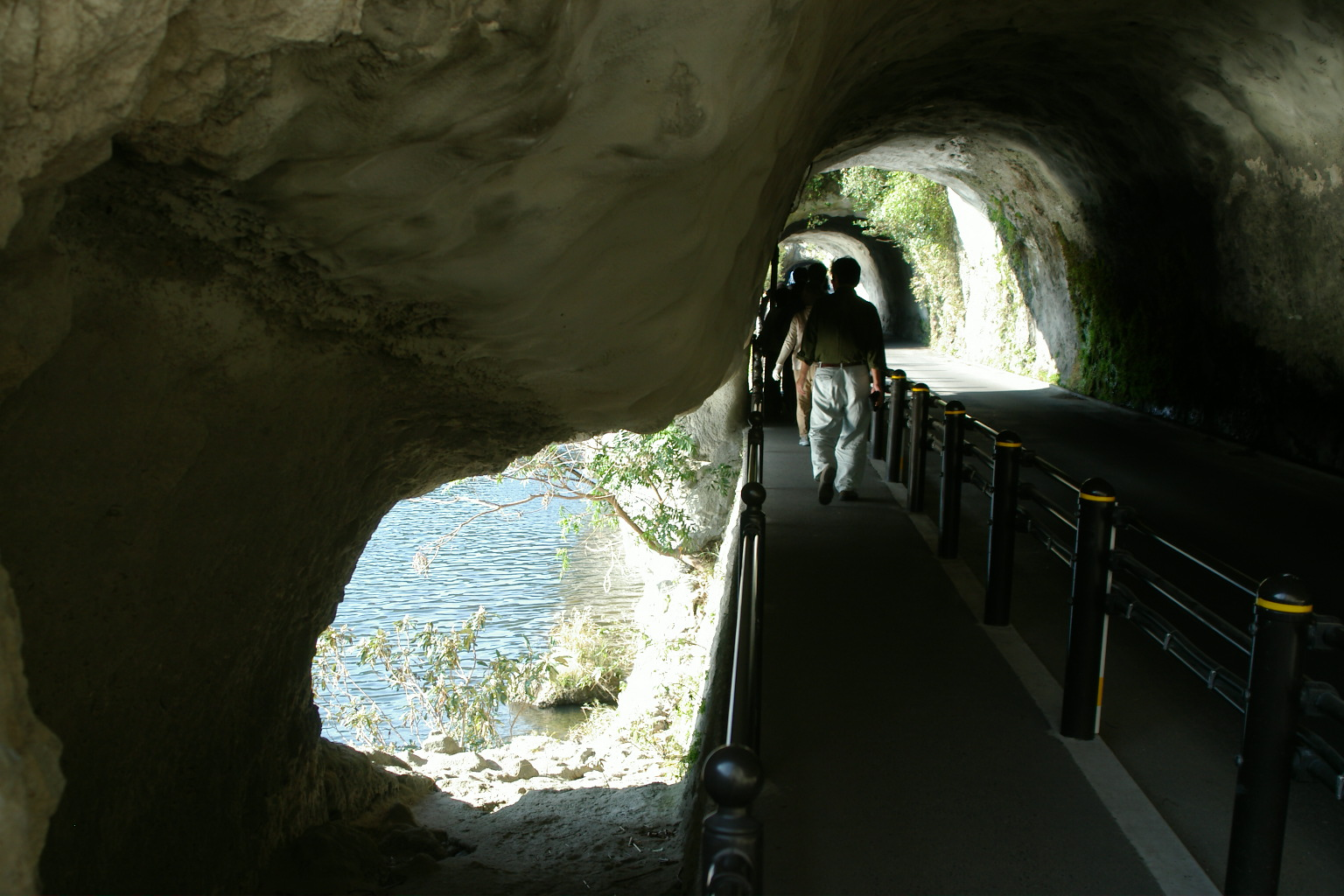
青之洞門

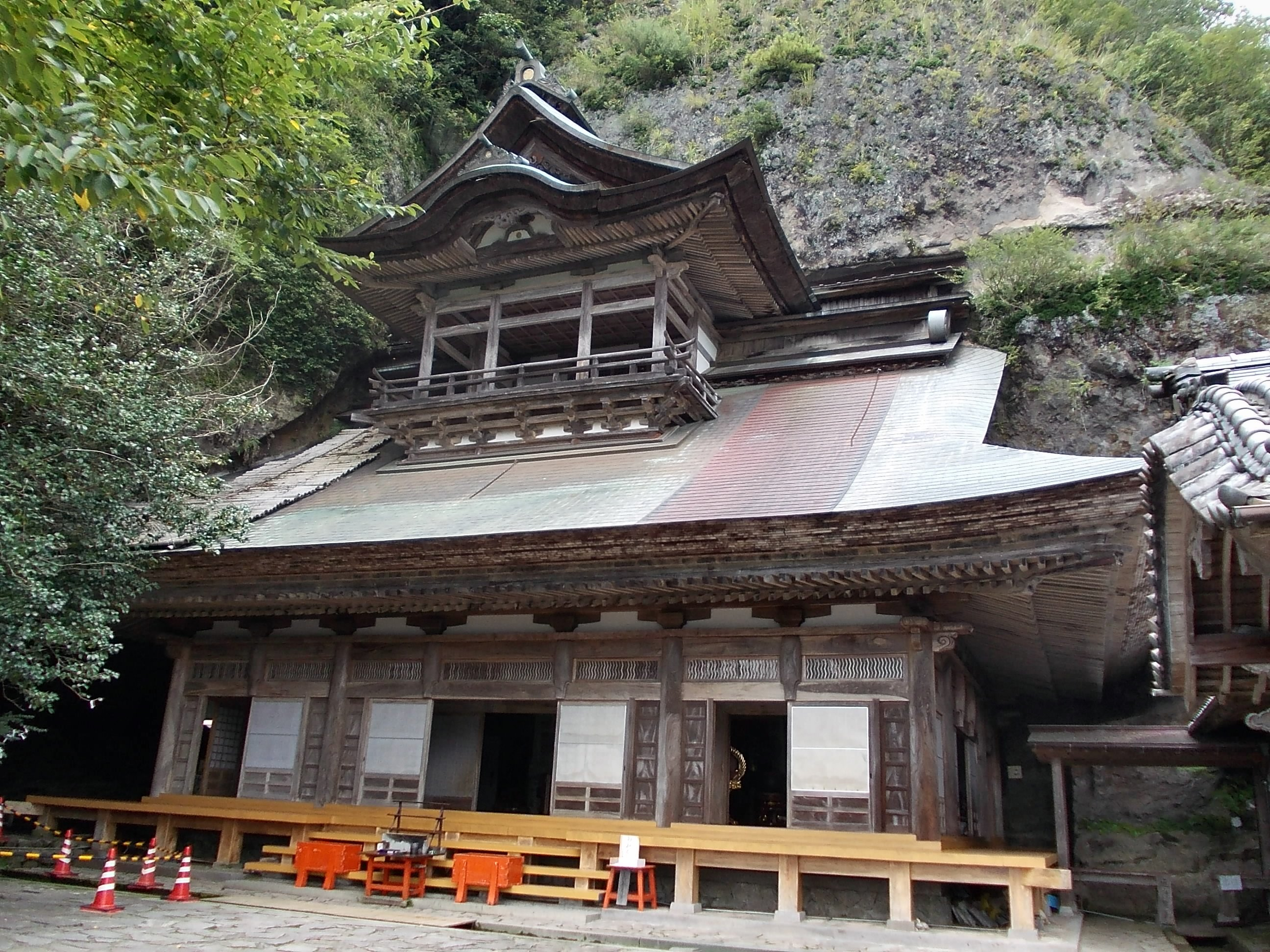
羅漢寺

### 景點
- 中津城
- 福澤諭吉舊居
- 風之丘葬齋場
- 薦神社
- 村上醫家史料館
- 大江醫家史料館
- 金谷武家屋敷
- 自性寺大雅堂
- 寺町
- 生田家武家屋敷門
- 蛎瀨豐後街道
- 八面山
- 耶馬溪
  - 深耶馬溪
  - 青之洞門
  - 羅漢寺

### 祭典
- 中津祇園祭：於毎年7月20日後的第一個星期五、六、日舉辦。

## 教育

### 大學、短期大學
- 東九州短期大學

### 高等學校
- 大分縣立中津南高等學校
- 大分縣立中津北高等學校
- 大分縣立中津工業高等學校
- 大分縣立中津商業高等學校
- 大分縣立耶馬溪高等學校
- 學校法人扇城學園東九州龍谷高等學校

## 本地出身之名人

### 藝文
- 糸園和三郎：畫家
- 小野不由美：作家
- 松下龍一：作家

### 學術
- 石川才顕：刑事法學者
- 栗木安延：經濟學者
- 小幡篤次郎：教育者
- 相良直彥：菌類學者
- 白石照山：教育者
- 濱野定四郎：教育者
- 廣池千九郎：教育者
- 福澤諭吉：教育者
- 前野良澤：教育者學
- 水島銕也：教育者學

### 政經
- 朝吹英二：企業家
- 宇都宮仙太郎：日本酪農之父、雪印乳業創辦人之一
- 自見庄三郎 ：日本參議院議員、前郵政大臣
- 中上川彥次郎：企業家
- 和田豐治：企業家
- 前田晃伸：瑞穗金融集團執行董事社長

### 藝人
- 松原のぶえ：演歌歌手
- 松室麻衣：歌手

### 其他
- 梅津美治郎：軍人、前關東軍總司令官、日本軍參謀總長
- 奧平昌鹿：中津藩主
- 奧平昌高：中津藩主
- 小幡英之助：近代齒科醫學的先驅者，為日本第一位擁有齒科醫師執造者
- 島田虎之助：江戶後期的劍術家、勝海舟的老師
- 田代基德：明治政府軍醫監、陸軍軍醫學校校長

## 外部連結
- （日語） 中津市商工會（页面存档备份，存于）
- （日語） 中津市、下毛郡合併協議會
- （日語） 中津のお祇園さん（页面存档备份，存于）
- （日語） 中津文化協會（页面存档备份，存于）